# Filippo Tommaso Marinetti
Filippo Tommaso Marinetti (Alexandria, Egipte, 22 de desembre 1876 - Bellagio, Como, 2 de desembre 1944) fou un poeta, novel·lista, dramaturg i editor italià del segle xx. Se'l coneix sobretot per ser el fundador del Futurisme, moviment d'avantguarda històric de principis del segle xx.[1]

## Biografia

### Infància i adolescència
Emilio Angelo Carlo Marinetti (en altres documents apareix com a "Filippo Achille Emilio") va passar els primers anys de la seva vida a Alexandria, Egipte, on el seu pare (Enrico Marinetti), un advocat ric i prestigiós, i la seva mare (Amalia Grolli), filla d'un professor de lletres milanès, convivien en more uxorio.
El 1888, Marientti, juntament amb el seu germà, va ser enviat a França. Allà va ingressar al Collegio Saint Françóis Xavier, portat per jesuïtes. Durant aquells primers anys d’escola no només va rebre una rigorosa educació francesa i va adoptar el francès com a segona llengua, també va desenvolupar un talent natural per la poesia. Així va neix el seu amor per la literatura.
Empès per la seva gran afició, quan tenia disset anys va fundar la seva primera revista estudiantil: Papyrus. També va introduir la lectura d’Émile Zola a l'escola, possible motiu de la seva expulsió. Però el 1893 va aconseguir un baccalauréat ès lettres per estudiar a París.  En aquells moments el seu pare planejava el trasllat de tota la família a Milà. Això va suposar abandonar per sempre més Alexandria. En un dels seus poemes, La grande Milano tradizionale e futurista, Marinetti descriu algunes parts del nou apartament.
Entre el 1895 i el 1899, el jove Marinetti va ingressar a la Universitat de Pavia, juntament amb el seu germà Leone. Influenciat pel que el seu pare esperava d’ell, va emprendre els estudis de dret. Malauradament, Leone va morir al cap de poc. Després de molts anys patint un reumatisme, havia emmalaltit d'artritis, precedida per una anomalia cardíaca.  Aquest va ser el primer trauma en la vida de Marinetti. Tot i això, va prosseguir els seus estudis a la Universitat de Gènova fins a graduar-se el 1889. Però aquell recén llicenciat tenia molt clar que no es volia dedicar a la jurisprudència. En el seu lloc es volia entregar a allò que sempre havia estat la seva gran passió: la literatura.
El primer contacte amb el món professional va ser a la revista italianofracesa Antologie-Revue. El 20 de setembre de 1898 es va publicar un poema de Marinetti que el va fer guanyar un concurs parisenc de poesia. El seu poema fou recitat per Sarah Bernhardt.
Entre el 1900 i 1901 es va dedicar a difondre la poesia francesa romàntica i simbolista. També va participar en revistes com La Vogue, La Plume o la Revue Blancet, firmant sempre com a "Filippo Tommaso Marinetti". Per mala sort, no tot serien bones notícies, perquè un any després la seva mare moriria.

### Poesia "liberty" en francès
Marinetti també es va dedicar a escriure tota mena de poesies en francès. El seu primer treball, La Conquête des Étoiles, 1902, es publicaria a la revista poètica milanesa i parisenca, especialment coneguda a França i on escrivien poetes com Catulle Mendès o Gustave Kahn. Durant aquell període, Marinetti va compondre principalment poesies en vers lliure, seguint l'estil del simbolisme o liberty, sota la influència de Stéphane Mallarmé i, sobretot, Gabriele d'Annunzio.
El seu acostament a Annunzio va ser des del començament ambivalent: a l'escena parisenca els dos poetes italians eren vistos com dos rivals. Però l'èxit de d'Annunzio eclipsava al jove Marinetti. Diverses anècdotes sobre la competència entre els dos poetes es van recollir després en dos volums: D'Annunzio intime i a Les Dieux s'en vont, D'Annunzio reste. La producció de Marinetti es distingia de la d'Annuzio pel seu particular component grotesc i horrorós.
Entre el 1905 i 1909 Marinetti va dirigir la revista milanesa internacional Poesia, de la qual en seria el fundador i el principal finançador. En un inici es tractava d'una revista eclèctica que va tenir el mèrit de publicar a Itàlia alguns autors simbolistes (sobretot francesos i belgues) encara desconeguts. Però des del 1909 esdevindria el primer òrgan oficial d'un nou moviment poètic creat de la mà de Marinetti: el futurisme. Després d'haver estat col·laborant i compartint la direcció amb Sem Benelli i Vitaliano Ponti, el 1905 va aconseguir la gestió completa de la revista. El mateix any va conèixer a Teressa Ubertis, poetessa amb qui va forjar una amistat.

### El naixement del futurisme
El 1909 va ser el punt d’inflexió més gran en la carrera del poeta italià, quan va publicar el Manifest del Futurisme. Poc abans, Marinetti, amant de la velocitat, havia patit un accident automobilístic als afores de Milà; per evitar dos ciclistes va desviar-se de la carretera. L'episodi va inspirar-li una part del manifest, compost el 1908 i publicat el febrer de l'any següent al prestigiós diari francès Le Figaro. Tot això va ser possible gràcies a l'ajuda d'un accionista de la premsa que era amic del pare Marinetti. Per la popularitat del diari, el pensament de Marinetti va ressonar en molts llocs d'Itàlia.
La societat francesa, refinada i culta, no va fer gaire cas a la iniciativa de Marinetti. Però a Itàlia va revolucionar la societat i va cridar l’atenció de poetes com Lucini, Cavacchioli o  Palazzeschi. Hem de considerar que, comparat amb França, Itàlia encara es trobava en les primeres fases d’industrialització. Convenientment, la iniciativa de Marinetti abraçava sense manies els canvis socioculturals i podia aportar un aire diferent a la literatura italiana. La poesia d'Annuzio, antic rival de Marinetti, ja no encaixava en una Itàlia plena de canvis i novetats.
Davant del seu èxit, Marinetti va esdevenir un home nou; es va alliberar de l'oripell decadentista de l'estil liberty i els va dictar als seus companys un programa fortament revolucionari: córrer a ensorrar els ponts amb el passat, "destruir els museus, les biblioteques, les acadèmies de qualsevol espècie", cantar "la grandesa de la massa agitada pel treball col·lectiu" i "glorificar la guerra- única higiene del món-, el militarisme, el patriotisme, el gest destructor del llibertador, les belles idees per les quals hom mor i el menyspreu de la dona".

### Primers escàndols i èxits
Van ser molts europeus els que van llegir i debatre el manifest de Marinetti, però la primera òpera futurista de Marinetti, la sàtira Le roi Bombance, 1905, no va tenir la mateixa sort; l'estrena va ser un sonat fracàs pel públic. D'aquesta experiència Marinetti en va sortir reforçat, introduint un nou element essencial al futurisme: la "voluntat de fracassar". Després de quatre anys, va tornar als escenaris amb La donna è mobile (Poupées électriques), representada per primer cop el 15 de gener de 1909 al Teatre Alfredi di Torino.
El 8 de juliol de 1910, arran de la seva primera novel·la, Mafarka, 1909, Marinetti va ser acusat d’exhibicionisme. Durant aquest mateix any, va reclutar uns aliats inesperats: Umberto Boccioni, Carlo Carrà, Luigi Russolo. D'aquella relació intel·lectual entre Marintetti i els tres joves pintors, en va sortir una connexió innegable; els artistes s'involucraven en les lluites de Marinetti i tota mena d’escrits i manifestos, fossin pictòrics (Manifesto dei pittori futurisi, 1910) o no (Contorno Venzia passatista, 1910). A poc a poc el futurisme va anar entrant en el camp de les arts plàstiques. A més, Marinetti va començar a buscar nous integrants a l’estranger, sobretot a París, la capital cultural per excel·lència. Tot perquè el futurisme fos reconegut internacionalment i així dominés la literatura italiana. Marinetti actuava com una força que alimentava als futuristes amb noves idees.
Amb la col·laboració d'alguns dels seus aliats, entre ells Aldo Palazzeschi, Marinetti va presentar la "serenata futurista" el 12 de gener de 1910 al Politeama Ciarella de Turín. En aquell espectacle teatral els futuristes declamaven el seu manifest davant d'una multitud d'espectadors que només els van acollir pel plaer de llançar-los-hi objectes diversos. Però l'"acció" més sonada d'aquell període fou la declamació del manifest Contro Venezia passatista (contra la Venècia passadista), el 8 d’octubre de 1910. Des de la torre del rellotge de la Basilica de San Marco a Venècia, Marinetti va proposar "omplir els petits i pudents canals amb les runes dels vells palaus esquerdats i leprosos" per "preparar el naixement d'una Venècia industrial i militar que pugui dominar el mar Adriàtic, gran llac Italià".
Cap al 1911, amb l'escat de la Guerra Italoturca, Marinetti, bel·licista convençut, es va llençar de cap al conflicte. Va marxar cap a Líbia, on treballaria com a corresponsal de guerra d'un diari francès. Entre les seves publicacions d'aquell període trobem els reportatges en format diari, amb el volum La battaglia di Tripoli. També estava treballant en una novel·la en vers violentament anti-catòlica i anti-austríaca: Le monoplan du Pape (l'aeroplà del Papa), 1912, i una antologia de poemes futuristes. Però l’octubre de 1911 es va desplaçar a París per apropar-se i estudiar la pintura cubista.
L'esforç de renovament del llenguatge poètic encara deixava insatisfet a Marinetti. Així que va llençar una nova revolució: havia arribat el moment d'acabar amb la sintaxi tradicional per passar  a la Paraula en llibertat. El 1912 el Der Sturm va publicar el Manifesto tecnico della letteratura futurista, que difonia aquella nova idea. Els futuristes van començar a utilitzar el lema "Uccidiamo il Chiaro di Lluna" i, juntament amb Boccioni, Carrà, Russolo, Balla i Severi, Marinetti va firmar el Prefazione al Catalogo delle Esposizioni.  El prefaci es va fer després de les exposicions, causants d'un gran impacte, a París, Londres, Berlín, Amsterdam, Munic, Viena, Budapest i la Haia. Els futuristes reivindicaven Itàlia com l’únic país vertaderament avantguardista i consideraven que eren els únics amb una conscienciació real sobre les arts plàstiques. En aquell context es va començar a configurar el llenguatge futurista, construït per nous conceptes com la magica simultaneità.

### Paraula en llibertat i paraula en guerra
El naixement de la Paraula en llibertat, tècnica poètica completament nova, plantejava canvis dràstics en l’estructura de la llengua: la destrucció de la sintaxi i l'aboliment de la puntuació per recórrer a l'artifici verbo-visivo o verb visual. Això va fer que alguns integrants del futurisme, com Aldo Palazzeschi i Corrado Govoni, trobessin la proposta de Marinetti massa dràstica i es desvinculessin del moviment. Aquells talents van ser reemplaçats per d'altres no menys cèlebres.
Marientti va seguir endavnat, publicant escrits com Distruzione della sintassi, 1913, o fins i tot un  programa polític futurista, 1913. Gràcies a tota la difusió del 1912, el futurisme es trobava en el moment de màxim proselitisme, sobretot pel suport (tot i que efímer) de la revista florentina Lacerba, dirigida per Giovanni Papini i Ardengo Soffici. Entre el 1913 i 1914 Marinetti hi va publicar certs manifestos de gran rellevància. El 1914 va treballar en el Zang Tumb Tumb, reportatge sobre la guerra bulgaro-turca redactat en Paraula en llibertat. També va acomplir el somni de viatjar a Rússia per apropar el futurisme a Moscou i Sant Petersburg.
Després de l'atemptat a Sarajevo, que faria esclatar la Gran Guerra o Primera Guerra Mundial, Marinetti es va proclamar ràpidament a favor de la intervenció contra Àustria i Alemanya. Però va ser detingut per cremar banderes austríaques a la plaça del Duomo de Milà. Motivat pel seu esperit bel·licista, es va apuntar voluntàriament al batalló dels Ciclistes el 1915. A l’octubre es va desplaçar al batalló dels Alpins juntament amb Boccioni, Russolo, Sant'Elia i Sironi. Però el 1917 Marinetti i Russolo resultarien ferits en combat.
Retirat de la guerra, va redactar un petit manual que va rebre un èxit inesperat: Come si seducono le donne (com seduir una dona), 1917. Aquella obra recollia algunes memòries sexuals de Marinetti i elevava la figura de l'home italià dominant. També va publicar, amb relació a la dansa, el Manifesto della Dansa Futurista, 1917. Aquell mateix any va conéixer l’empresai rus Diàguilev durant la seva estada a Roma. Però ben aviat tornaria a involucar-se en la guerra; va participar en la ruta del Caporetto, avançant triomfalment a la divisió de Vittorio Veneto, al volant d'un carro blindat (experiència després narrada a la seva novel·la L'Alcova d'acciaio).

### Delfuturismealfeixisme
Acabada la guerra el 1918, Marinetti va rebre dues medalles de valor militar. Convençut que havia arribat el moment de fer una autèntica revolució, va fundar el Partit Polític Futurista. El seu programa preveia la "desvaticanització d'Itàlia" i el pas de la monarquia a la república. Per difondre els seus ideals polítics i adreçar-se a les masses va fundar, juntament amb Settimelli i Carli, el diari Roma Futurista. Durant aquest període Marinetti coneix la pintora i escriptora Benedetta Cappa, amb qui es casaria al cap d’uns anys. Guillermo de Torre elogiaria la bellesa de Benedetta, comparant-la amb els quadres de Ghirlandaio.
Marinetti va passar d'animador avantguardista a agitador del carrer. Un dels seus gestos més famosos va ser l'assajament de l'Avanti, diari socialista, per part d'un un grup fora de control d'ardits, futuristes i feixistes. Dins la casa de Marinetti a Milà es va crear La Segona Associazione degli Arditi, conformat per conjunts paramiliars de feixistes. El 23 de març de 1919 Marinetti va participar amb Benito Mussolini a la manifestació de la plaça del San Sepolcro a Milà. Des d'aquell moment endavant el Partito Politico Futurista va confluir en el Fasci de combat.
Però amb el fracàs electoral del 1919, la relació entre Mussolini i Marinetti va canviar radicalment. Les autoritats els van detenir, juntament amb Bolzon i Vecchi, amb l’excusa de tinença il·legal d’armament. Marinetti va començar a defensar l'originalitat del futurisme respecte al feixisme, descontent amb la revolta reaccionària empresa per Benito Mussolini. Va escriure diversos manifestos polítics, d'entre els quals destaca el pamflet Al di là del Comunismo, 1920.
El maig de 1920 va intervenir en el segon congrés del Fasci de combat, insistint en la necessitat de "desvaticanitzar Itàlia", abolir la monarquia i "recolzar repartiments justos", justament quan els feixistes anaven en la direcció oposada. Això va fer que Marinetti es distanciés del feixisme per retornar a on feia cinc anys havia deixat els seus darrers passos. Fins al 1924 no tornarà a involucrar-se en cap política feixista.

### Retorn a la poesia
A partir del 1920, Marinetti es va allunyar de la política per reprendre la literatura. El 1921 va publicar, rebent un èxit més aviat discret, L’alcova d’acciaio i l’any següent Gli indomabli i Gli amori futuristi. En cap d'aquells escrits residia l'atreviment d'experimentació que havia caracteritzat el Marinetti revolucionari.
El 1925 es va traslladar amb la seva dona a Roma. Però l'any seguent es trobava de camí a Argentina i Brasil per fer-hi un seguit de conferències. Durant unes vacances a la vora del mar, tots dos es van inventar una nova forma d'art tàctil: el Tactilisme, concebut com una espècie d'evolució multisensorial del futurisme. Però aquesta vegada el futurisme s'estava prohibint a la resta del món, fins i tot a Paris. Marinetti ja no seria mai més acollit a la "cafeïna d'Europa", portador d'excitants novetats. L’avantguarda que es portava llavors seguia el camí del dadaisme, el qual feia burla del "futurisme-tactilista" i la seva pretensió de "multiplicar la sensibilitat humana".

### Acadèmic d'Itàlia
Desil·lusionat per la mala acollida parisenca, Marinetti va tornar a acostar-se al feixisme i a Mussolini, que en aquell temps havia pres el poder. El règim el va acollir tot dedicant-li importants honors nacionals (1924). Amb aquest canvi de rumb, va publicar diversos escrits com la Scatole d’amore in connversa, 1927, l’any de naixement de la seva primera filla, Victòria. Al cap de dos anys naixieria la segona, Ala. 
Des del seu paper d'ambaixador del règim, Marinetti va viatjar a Sud-amèrica i Espanya. El 1929 va esdevenir membre de l'Accademia d'Itàlia, tot just fundada. Fou així com el fundador del futurisme va convertir-se en un defensor de la llengua italiana contra l'"esterofilia" dilatant amb efectes surrealistes. En una ocasió va haver de pronunciar un discurs per honorar a Giacomo Leopardi, "mestre de l'optimisme", i en una altra desaprovar el futurisme de Ludovico Ariosto. Amb el temps el futurisme havia deixat de ser un moviment de ruptura.
Les obres de Marinetti més interessants en aquesta vintena d'anys van ser el seu treball Il fascino dell'Egitto, 1933, publicat un any després del naixement de la seva tercera filla, Luz, i l'obra de teatre Il suggeritore nudo. La seva posició d'acadèmic li va permetre alguna tímida posició crítica amb el règim. De fet, cap al 1938 va publicar a la revista futurista Artecrazia diversos articles contra l'antisemitisme i la persecució racial.

### El retorn a la guerra
La seva fascinació per la guerra no havia disminuït en res, tot i la seva edat avançada. En una entrevista feta el 1926 per Vitaliano Brancati, s'havia reafirmat en la seva idea d'una guerra futura en contra dels vells, mentre que s'hauria de reespermatitzar els joves per una "nova fecundació de la raça". Coherent amb els seus principis, Marinetti va participar com a voluntari a la guerra d'Etiòpia (1936) amb 66 anys i a l'expedició de l'ARMIR a Rússia. Les experiències viscudes van ser descrites a Il poema africano della Divisione "28 Ottobre", 1937, i a la novel·la pòstuma Originalità russa di masse distanze radiocuori.
El 1942 es va unir al front de guerra italià contra els soviètics. L'experiència russa es va revelar, però de forma fatal. De tornada a Itàlia, ferit i malalt, Marinetti va dictar diverses obres de caràcter memorial, entre les quals trobem La grande Milano tradizionale e futurista, que parlava de la Repubblica Sociale Italiana i representava un retorn als seus ideals: una barreja de feixisme i republicanisme del 1919. Marinetti va morir a Bellagio a causa d’una crisi cardíaca, prop del llac de Como, el 2 de desembre de 1944. Tot just havia acabat d'escriure la seva última obra: Quarto d'ora di poesia della X Mas. Actualment, el seu sepulcre es troba al cementiri de Milà.

### Marinetti a Catalunya
De fet, Marinetti no s'hauria d'haver endut tots els mèrits del futurisme. Perquè algunes de les seves idees provenen de El Futurisme de Gabriel Alomar, publicat el 1909. L'obra concebia un nou moviment catalanista d'una gran dimensió regeneracionista, introduït pel mateix Alomar quatre anys abans del manifest de Marinetti. L'obra de l'escriptor mallorquí va ser ressenyada per Marcel Robin a Le Mercure de France, 1908. Probablement, Marinetti va descobrir així El Futurisme i es va apropiar del títol d'Alomar pel seu propi moviment, que sortiria a la llum al cap de pocs mesos. Com era d'esperar, Marinetti va rebre tot el reconeixement, fins i tot per part de la premsa de Madrid. Indignat per la injustícia, queixar-se en el diari El Poble Català, reivindicant que el terme "futurisme" ja existia i ell n'era el creador. Però ningú li va fer cas, només els periodistes i intel·lectuals que en van fer burla. A parir d'això, el futurisme d'Alomar es va veure obligat a conviure amb el futurisme artístic de Marinetti, dins del panorama català. Entre les idees més importants d'Alomar apareix l’admiració per l’era moderna, l’exaltació de la vida urbana i la dura crítica del sistema de l'acadèmia.
No es pot negar que Marinetti va causar un gran impacte en el panorama cultural català. Fins i tot va trepitjar Catalunya el febrer de 1928 (arran del seu viatge a Espanya, va estar-se a Barcelona). Però els escrits que es van fer sobre l'escriptor italià després de la seva visita no van ser precisament positius. Autors com Francesc Madrid o un glossador, sota el pseudònim Virai, van criticar el seu posat seriós i el seu discurs, amb el que no s'identificaven massa. En l'àmbit nacional, José Díaz Fernandez va considerar que Marinetti, tot i les seves grans contribucions del passat, estava quedant antiqüat i havia de deixar pas a noves formes d'art i pensament. La mala rebuda es va donar, en gran part, per la inclinació feixista de Marinetti.
El juny de 1929 i el maig de 1935 va tornar a Barcelona, on va expressar de paraula el seu suport al feixisme, sense cap mena de por a les opinions alienes. Rafael Benent, qui va assistir a la seva conferència al Congrés de PEN Clubs, 1935, va quedar impressionat per la força, la determinació i la seguretat que transmetia. Amb la mort de Marinetti, E. D'Ors va escriure una glossa en honor al difunt, desembre de 1944. Igual que molts odiaven a Marinetti, d'altres l'admiraven. D'altra banda, malgrat la poca documentació conservada, sabem que durant la seva conferència del 1928 al Teatre novedades, va fer una breu, però positiva menció del port de Barcelona i els comerciants catalans. Si parlem d'Espanya en general, Marinetti admirava la figura del brau, que als seus ulls seria tot un símbol de fortalesa i valentia.

## Obres
- La Conquête des Étoiles (raccolta di poesie, 1902; traduïda a l'italià com a La conquista delle stelle, 1920)
- Gabriele D'Annunzio intime (prosa, 1903)
- Destruction (recull de poesies, 1904)
- La momie sanglante (poema, 1904)
- Le Roi Bombance (teatre satíric, 1905); trad. it. Re Baldoria, 1910)
- La Ville Charnelle (recull de poesies, 1908; trad. it. Lussuria velocità, 1921)
- Les Dieux s'en vont, D'Annunzio reste (prosa, 1908)
- Manifesto del futurismo, 1909
- Poupées Électriques (teatre, 1909)
- Enquête internationale sur le Vers libre, 1909
- Tuons le Clair de Lune! (1909; trad. it. Uccidiamo il chiaro di luna!, 1915)
- Mafarka le Futuriste (novel·la, 1909; trad. it Mafarka il Futurista, 1910)
- La Bataille de Tripoli (prosa, 1912; trad. it. La battaglia di Tripoli, 1912)
- Le Monoplan du Pape (novel·la en vers, 1912; trad. it. L'aeroplano del Papa, 1914
- Dune (parole in libertà, 1914)
- Zang Tumb Tumb (paraules alliberades, 1914)
- Guerra sola igiene del mondo (recull de manifestos, 1915)
- Teatro sintetico futurista (amb Bruno Corra i Emilio Settimelli, 1915).
- Come si seducono le donne (prosa, 1916)
- 8 anime in una bomba (novel·la, 1917)
- L'isola dei baci (amb Bruno Corra; novel·la, 1918)
- Un ventre di donna (amb Enif Robert; novel·la, 1918).
- Democrazia futurista (escrits polítics, 1919)
- Les mots en liberté futuristes (paraules en llibertats, 1919).
- Elettricità sessuale (drama, reel·laboració de Poupées électriques; 1920)
- Al di là del comunismo (manifest, 1920)
- L'alcova d'acciaio (novel·la, 1921)
- Enrico Caviglia ("perfil", 1921).
- Il tamburo di fuoco (teatre, 1922)
- Gli indomabili (novel·la, 1922).
- Gli amori futuristi (recull, 1922).
- Futurismo e fascismo (recull de manifestos, 1924).
- Scatole d'amore in conserva (recull, 1927).
- Prigionieri (teatre, 1927).
- Vulcano (teatre, 1927).
- Marinetti e il futurismo (recull de manifestos, 1929).
- Primo dizionario aereo, amb Felice Azari, 1929.
- Lo Zar non è morto (novel·la, amb i Dieci, 1929).
- Novelle colle labbra tinte (recull, 1930).
- Il club dei simpatici, 1931.
- Spagna veloce e toro futurista (paraules en llibertat, 1931).
- Il paesaggio e l'estetica futurista della macchina (manifest, 1931).
- La cucina futurista (amb Fillia), 1932.
- Il fascino dell'Egitto (prosa, 1933).
- Poemi simultanei futuristi, 1933.
- L'aeropoema del Golfo della Spezia (poesia, 1935).
- Umberto Notari scrittore nuovo
- L'originalità napoletana del poeta Di Giacomo, (1936).
- Il poema africano della Divisione "28 Ottobre" (poesia, 1937)
- Il poema del vestito di latte, 1937.
- Il poema di Torre Viscosa, 1938.
- Il poema dei sansepolcristi, 1939.
- Patriottismo insetticida (novel·la, 1939).
- Il poema non umano dei tecnicismi, 1940.
- Canto eroi e macchine della guerra mussoliniana, 1942.
- Canzoniere futurista amoroso guerriero (amb autors diversos, 1943).
- L'aeropoema di Cozzarini, 1944
- Quarto d'ora di poesia della X Mas (1944, pòstum)
- La grande Milano tradizionale e futurista (memorial, pòstum).
- Una sensibilità italiana nata in Egitto (memorial, pòstum).
- Poesie a Beny (pòstum).
- Taccuini 1916-1922 (pòstum, a càrrec d'Alberto Bertoni).
- Firenze biondoazzurra sposerebbe futurista morigerato (amb Alberto Viviani, novel·la pòstuma).
- L'aeropoema di Gesù (pòstum).
- Originalità russa di masse distanze radiocuori (novel·la pòstuma)